# جيرارد بيكمان
جيرارد بيكمان هو سياسي أمريكي، ولد في 1653 في مقاطعة نيويورك ‏ في مملكة بريطانيا العظمى، وتوفي في 1723.